# Radiowo-Telewizyjne Centrum Nadawcze
Radiowo-Telewizyjne Centrum Nadawcze – stacja nadawcza fal radiowych i telewizyjnych o mocy przekraczającej 2 kW. Nazwy tej używa się najczęściej w skrócie RTCN dodając nazwę najbliższej większej miejscowości np. RTCN Łosice, która jest przy wiosce Chotycze. Maksymalna moc emisji telewizyjnej DVB-T przyznawana w Polsce to 200 kW, zaś radiowej (UKF-FM) – 120kW. Niektóre RTCN-y, jak np. RTCN Łódź/Zygry, wbrew nazwie nadają wyłącznie programy telewizyjne.

## Obiekty typu RTCN w Polsce
Poniższa lista zawiera spis wszystkich Radiowo-Telewizyjnych Centrów Nadawczych w kraju, a także obiektów nadawczych o znacznych mocach emisji i dużym zasięgiem, które nie mają oficjalnego statusu RTCN – oznaczone symbolem (*).
Podano także rodzaj konstrukcji wysokościowej, która służyć ma do umieszczenia anten nadawczych w danym centrum nadawczym.
województwo dolnośląskie
- RTON Wałbrzych Góra Chełmiec (*)- dwie stalowe wieże kratownicowe
- RTON Kłodzko Czarna Góra - wieża
- RTON Lubań Nowa Karczma (*) – maszt rurowy z odciągami linowymi
- RTCN Wrocław Ślęża – stalowa wieża kratownicowa
- RTON Jelenia Góra Śnieżne Kotły (*) – budynek
- RTON Wrocław Żórawina (*) – maszt z odciągami linowymi

województwo kujawsko-pomorskie
- RTCN Bydgoszcz Trzeciewiec – maszt z odciągami linowymi

województwo lubelskie
- RTCN Lublin Boży Dar – maszt z odciągami linowymi
- RTCN Lublin Piaski – maszt z odciągami linowymi
- RTCN Zamość Tarnawatka – maszt z odciągami linowymi
- RTCN Ryki Janiszewska – maszt z odciągami linowymi

województwo lubuskie
- RTCN Zielona Góra Jemiołów – maszt z odciągami linowymi
- RTCN Żagań-Wichów – maszt z odciągami linowymi

województwo łódzkie
- Łódź komin EC-4 (*) – komin
- RTCN Zygry – maszt z odciągami linowymi

województwo małopolskie
- RTCN Kraków Chorągwica – maszt z odciągami linowymi
- TON Tarnów Lichwin (*) – stalowa wieża kratownicowa
- RTON Tarnów Góra Św. Marcina (*) – stalowa wieża kratownicowa
- RTON Szczawnica Góra Przechyba (*) – stalowa wieża kratownicowa
- RTON Rabka Luboń Wielki (*) – wieża z masztem kratownicowym

województwo mazowieckie
- RTCN Przysucha Kozłowiec – maszt z odciągami linowymi
- RTCN Płock Rachocin – maszt z odciągami linowymi
- RTCN Siedlce Łosice – maszt z odciągami linowymi
- RTCN Warszawa Raszyn – maszt z odciągami linowymi
- RTCN Warszawa PKiN – wieżowiec

województwo opolskie
- RTCN Opole Chrzelice

województwo podkarpackie
- RTCN Leżajsk Giedlarowa (*) – maszt z odciągami linowymi
- RTCN Krosno Sucha Góra – żelbetowa wieża
- RTCN Przemyśl Tatarska Góra – stalowa wieża kratownicowa

województwo podlaskie
- RTCN Białystok Krynice – maszt z odciągami linowymi
- RTCN Suwałki Góra Krzemianucha – maszt z odciągami linowymi

województwo pomorskie
- RTCN Gdańsk Chwaszczyno – maszt z odciągami linowymi
- RTON Lębork Skórowo Nowe – stalowa wieża kratownicowa

województwo śląskie
- RTCN Katowice Kosztowy – maszt z odciągami linowymi
- RTON Wisła Góra Skrzyczne (*) – stalowa wieża kratownicowa
- RTCN Częstochowa Wręczyca – maszt z odciągami linowymi

województwo świętokrzyskie
- RTCN Kielce Święty Krzyż – żelbetowa wieża

województwo warmińsko-mazurskie
- RTCN Giżycko Miłki – maszt z odciągami linowymi
- RTCN Olsztyn Pieczewo – maszt z odciągami linowymi
- RTON Iława Kisielice (*) – maszt z odciągami linowymi

województwo wielkopolskie
- RTCN Kalisz Mikstat – maszt z odciągami linowymi
- RTCN Wałcz Rusinowo – administracyjnie leży w woj. zachodniopomorskim, maszt z odciągami linowymi
- RTCN Poznań Śrem – maszt z odciągami linowymi
- RTCN Konin Żółwieniec – maszt z odciągami linowymi
- RTCN Wągrowiec Chojna - stalowa wieża kratownicowa

województwo zachodniopomorskie
- RTCN Koszalin Gołogóra – maszt z odciągami linowymi
- RTCN Szczecin Kołowo – maszt z odciągami linowymi
- RTCN Białogard Sławoborze – maszt z odciągami linowymi